# Øster Nejsig
Øster Nejsig er en herregård der ligger i Øster Hassing Sogn, Kær Herred, Hals Kommune. Øster Nejsig Gods er på 211 hektar med Øster Langtved og Kærvang. 

## Ejere af Øster Nejsig
- (1857-1902) Lars Jensen
- (1902-1924) Niels Larsen
- (1924-1935) Enkefru Hansine Thomine Larsen
- (1935-1985) Slægten Larsen
- (1985-2007) Niels Nejsig Larsen
- (2007-) Hans Peter Rokkjær